# Liste deutscher Bezeichnungen lettischer Orte

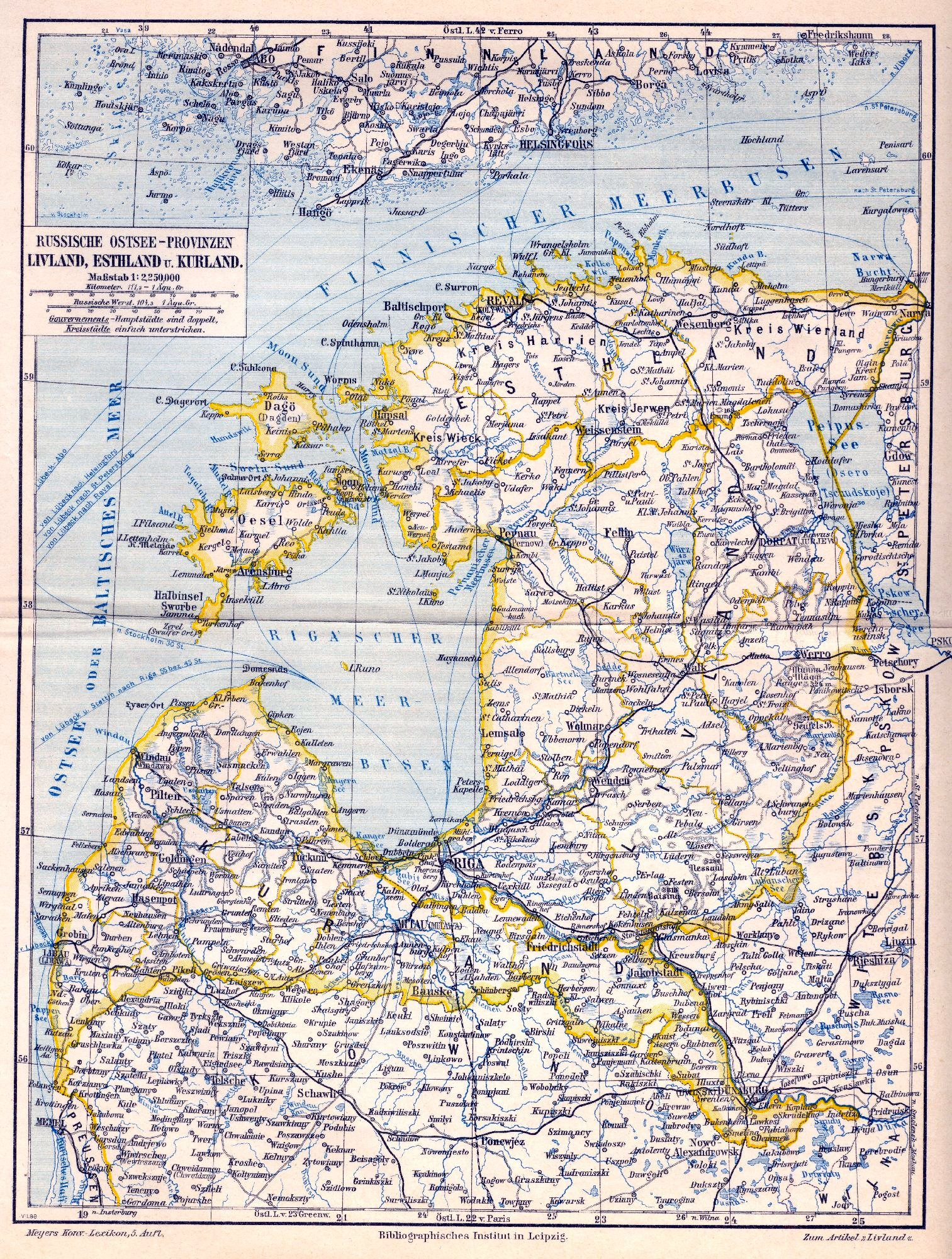
Karte der russischen Ostseeprovinzen mit deutschen Ortsbezeichnungen (Meyers Konversations-Lexikon, 1893–1897)

In dieser noch unvollständigen Liste werden den heutigen lettischen Bezeichnungen von Städten, Guts- und Herrenhäusern (z. T. sogenannte Höfchen), Flüssen, Inseln etc. in Lettland deren einstige deutsche Bezeichnungen gegenübergestellt; diese sind kursiv dargestellt.

## Ortsnamensverzeichnis

### A
- Aa, Bolder / Bolderaa (Fluss), Stadtgebiet Riga: Lielupe, Buļļupe
- Aa, Heilige (Fluss): Sventāja
- Aa, Kurische / Kurländische / Semgaller (Fluss): Lielupe
- Aa, Livländische / Treyder (Fluss): Gauja
- Aahaken-Bergshof / Bolderaa, Stadtgebiet Riga: Bolderāja
- Aahof, Kreis Riga: Ādaži
- Aahof, Gemeinde Walk: Lejasmuiža
- Aahof, Gemeinde Mesothen: Maišeli
- Aahof, Gemeinde Tetelmünde: Āne
- Aahof (Stadt), Kreis Walk: Lejasciems
- Aaken, Gemeinde Erlaa: Ākeni
- Aakrug, Gemeinde Groß-Ropp: Gaujas krogs
- Aathal, Gemeinde Karlsruhe: Briediši
- Abasa / Abaushof, Gemeinde Lesten: Abavas muiža
- Abau (Fluss): Abava
- Abaushof, Kreis Tuckum: Kraujas
- Abaushof, Gemeinde Irmlau: Ķūķi
- Abaushof, Gemeinde Schleck: Abavmuiža
- Abbus, Schkerwel, Gemeinde Niekratzen: Šķervele
- Abelhof, Kreis Jakobstadt: Ābeļu
- Abelhof, Gemeinde Abelhof: Ābeļi
- Abelneeken, Gemeinde Assieten: Ābelnieki
- Abgulde, Gemeinde Doblen: Apgulde
- Abgulden (Bahnhof), Gemeinde Auermünde: Apgulde
- Abgulden, Alt, Gemeinde Auermünde: Vecapgulde
- Abgulden, Groß, Gemeinde Auermünde: Lielapgulde
- Abgulden, Klein, Gemeinde Auermünde: Mazapgulde
- Abgunst, Gemeinde Grünhof: Abgunste
- Absenau, Gemeinde Laubern: Ozoli / Ozolmuiža
- Ackmen, Gemeinde Laubern: Akmenė
- Adamshof, Gemeinde Doblen: Ādami
- Adamshof, Gemeinde Siggund: Elmji
- Adia / Adje (Fluss): Aģe
- Adiamünde (Bahnhof), Gemeinde Adiamünde: Skulte
- Adiamünde, Kreis Riga: Skulte
- Adiamünde-Kirchenkrug, Gemeinde Adiamünde: Lielaiskrogs
- Adje / Adia (Fluss): Aģe
- Adje (See), Gemeinde Loddiger: Aģes ezers
- Adlehn, Kreis Modohn: Adulienas
- Adlehn, Alt, Gemeinde Adlehn: Vecaduliena
- Adlehn, Neu, Gemeinde Adlehn: Jaunaduliena
- Adlerkrug, Gemeinde Lipsthusen: Ergļu krogs
- Adlershof / Adlerkrug, Gemeinde Ramelshof: Ādlers
- Adlig-Mißhof / Mißhof / Privat-Mißhof, Gemeinde Grünwalde: Misa
- Adsel / Oges, Gemeinde Kaugershof: Adzalis
- Adsel (Gemeinde und Schloss), Kreis Walk: Gaujiena[1]
- Adsel-Luthershof, Gemeinde Schwarzhof: Luturmuiža
- Adsel-Neuhof, Gemeinde Schwarzhof: Jaunmuiža
- Adsel-Schwarzhof, Gemeinde Schwarzhof: Zvārtava
- Adsen, Gemeinde Guddeneeken: Adzi
- Adsern, Gemeinde Katzdangen: Ārce
- Adsirn, Gemeinde Kandau: Aizdzīre
- Aegypten / Egypten, Gemeinde Kurzum: Vilkumiests
- Aglohn (Bahnhof), Gemeinde Kapin: Aglona
- Aglohn (Gemeinde), Kreis Dünaburg: Aglona
- Agnesenhof, Gemeinde Krothen: Auzini
- Ahkenhof, Gemeinde Doblen: Āķumuiža
- Ahland (Bahnhof), Gemeinde Grobin: Ālande
- Ahrenshof, Gemeinde Kortenhof: Ārņi
- Ahschekaln, Gemeinde Kokenhof: Āžakalns
- Ahsen, Gemeinde Dondangen: Āži
- Aischat / Tirse, Gemeinde Meselau: Aišate
- Aischkuje, Gemeinde Seßwegen: Aizkuja
- Aistern (Gemeinde), Kreis Libau: Aizteres
- Aiswicken (Gemeinde), Kreis Libau: Aizviķu
- Aiswicken, Groß, Gemeinde Aiswicken: Aizviķi
- Aiswicken, Klein, Gemeinde Aiswicken: Mazaizviķi
- Aiwekst (Fluss): Aiviekste
- Aiwekst / Awex / Oger, Gemeinde Ledemannshoff: Aiviekste / Ogre
- Akemendsirn, Gemeinde Kursiten: Akmeņdzīras
- Akemendsirn (Bahnhof), Gemeinde Rothhof: Akmeņdzīras
- Akniste: Aknīste
- Aland / Grobinscher See (See), Kreis Libau: Ālande
- Alau, Gemeinde Alexanderhof: Ālava
- Alauen, Gemeinde Pankelhof: Alave
- Alexanderhalt (Bahnhof), Stadtgebiet Riga: Dzegužkalns
- Alexanderhof, Gemeinde Fockenhog: Zanderi
- Alexanderhof, Gemeinde Widdrisch: Krujkalns
- Alexanderhof, Gemeinde Wirgen: Aleksandri
- Alexanderkrug, Gemeinde Zohden: Aleksandrakrogs
- Alexanderpforte, Stadtgebiet Riga: Zemitāni
- Alexanderpol, Gemeinde Galen: Aleksanderpole
- Alexandershöhe, Stadtgebiet Riga: Aleksandra Augstums
- Alexandershöhe (Bahnhof), Stadtgebiet Riga: stac. Sarkandaugava
- Alexandershof (Gemeinde), Kreis Mitau: Škibe
- Alexandershof, Gemeinde Druween: Sviļāri
- Alexandershof, Gemeinde Kaugershof: Aleksanders
- Alexandersruh, Gemeinde Abelhof: Aleksandrova
- Alexandrowna, Gemeinde Friedsrichswald: Aleksandrova
- Alexbach (Bach), Gemeinde Goldingen: Alekšupīte
- Alinenhof, Gemeinde Schlockenbeck: Rubeņi
- Allasch (Gemeinde), Kreis Riga: Allaži
- Allaschen, Gemeinde Ranken: Allažu
- Allendorf (Kirche und Gut), Kreis Wolmar: Aloja
- Allschwangen (Gemeinde und Bahnhof), Kreis Hasenpoth: Alšvangas
- Almahlen (Gemeinde und Bahnhof), Gemeinde Allschwangen: Almāle
- Alokst (See), Gemeinde Alt-Pebalg: Alauksts, Alauksta ezers
- Aloxte / Tebber, Gemeinde Appricken: Alokste
- Alschhof, Gemeinde Nigranden: Alsviķis
- Alswig (Gemeinde und Bahnhof), Kreis Walk: Alsviķis
- Alt-Autz (Gemeinde), Kreis Mitau: Vecauce
- Alt-Born (Gut), Kaplava bei Krāslava: Vecborne
- Altdorf, Groß / Brinckenhof, Gemeinde Niekratzen: Briņķi
- Altdorf, Klein, Gemeinde Niekratzen: Alturpe
- Altenburg (Gemeinde), Kreis Libau: Vecpils
- Altenkrug / Alter Krug, Gemeinde Iwanden: Vēckrogs
- Altenwoga (Gemeinde), Kreis Riga: Meņģele
- Althof, Gemeinde Berwern: Alksna
- Althof, Gemeinde Erlaa: Vecmuiža
- Althof, Gemeinde Garßen: Vecmuiža
- Althof, Gemeinde Goldingen: Vecmuiža
- Althof, Gemeinde Hochrosen: Vecmuiža
- Althof, Gemeinde Iwanden: Vecmuiža
- Althof, Gemeinde Kabillen: Vecamuiža
- Althof, Gemeinde Nabben: Vilki
- Althof, Gemeinde Alt-Pebalg: Ilzītes muiža
- Althof, Gemeinde Alt-Pebalg: Vecmuiža
- Althof, Gemeinde Postenden: Turki
- Althof, Gemeinde Neu-Rahden: Vecamuiža
- Althof, Gemeinde Ramkau: Vecmuiža
- Althof, Gemeinde Rosenbeck: Vecmuiža
- Althof, Gemeinde Stolben: Vecmuiža
- Althof, Gemeinde Waidau: Vecmuiža
- Altkrug, Gemeinde Stolben: Veckrogs
- Altona, Stadtgebiet Riga: Altonava
- Altona, Gemeinde Schlockenbeck: Sarmas
- Altona, Gemeinde Setzen: Alteni
- Altowit, Gemeinde Tabaiken: Altvite / Altovite
- Alt-Pebalg (Gemeinde): Vecpiebalga
- Alt-Rahden (Gemeinde): Vecsaule
- Alt-Schwanenburg (Gemeinde): Vecgulbene
- Amalienhof, Gemeinde Pilten: Amalijas
- Amalienhof, Gemeinde Stopiushof: Amalijas
- Amalienhof, Gemeinde Waidau: Mālmuiža
- Amboten (Gemeinde), Kreis Libau: Embūte
- Ambrack, Gemeinde Angern: Abragciems
- Ambracken, Gemeinde Erwahlen: Ambraki
- Ammat (Fluss): Amata
- Ammeln, Gemeinde Pussen: Ameļi
- Ammul, Gemeinde Mattkuln: AMule
- Amtmann, Gemeinde Loddiger: Amtmanis
- Anatolenhof, Gemeinde Grünhof: Anutele
- Anderkaln, Gemeinde Ramkau: Andrakalni
- Andrean, Gemeinde Nurmis: Andrejāņi
- Andreashafen, Stadtgebiet Riga: Andrejosta, Andreja osta
- Andreasholm, Stadtgebiet Riga: Andreja sala
- Andrepno (Gemeinde), Rositten: Andrupenes
- Andummen (Forsthaus), Gemeinde Lipsthusen: Anduni
- Anger (Fluss): Engure
- Angermünde, Gemeinde Anzen: Angerciems
- Angermünde (Fluss): Rinda / Irbe
- Angermünde (Schloss), Gemeinde Anzen: Angermindes pils
- Angern (Gemeinde), Kreis Tuckum: Engure
- Angern (Forsthaus), Gemeinde Angern: Bērzmuiža
- Angern (Oberforstei), Gemeinde Markgrafen: Mērsrags
- Angern / Angerscher See (See), Gemeinde Markgrafen: Engures ezers
- Annahütte, Gemeinde Pussen: Annahitte
- Annahütte, Alt, Gemeinde Pussen: Vecannahitte
- Annenbach, Gemeinde Saussen: Namakalns
- Annenberg, Gemeinde Zezern: Emburga
- Annenburg (Oberförsterei und Bahnhof), Gemeinde Grünwalde: Zālīte
- Annenburg, Gemeinde Essern: Amberģis
- Annenburg, Gemeinde Sallgalln: Emburga
- Annenhof / Meinershoff / Meyners Hof (Höfchen), Stadtgebiet Riga (Imanta): Anniņmuiža
- Annenhof / Annerhof (Höfchen), Stadtgebiet Riga (Mežparks): Annasmuiža
- Annenhof (Gemeinde), Kreis Tuckum: Annas (nicht belegt)
- Annenhof, Gemeinde Babbitt: Annasmuiža
- Annenhof, Gemeinde Bewershof: Annasmuiža
- Annenhof, Gemeinde Daugeln: Annasmuiža
- Annenhof, Gemeinde Dserwen: Annasmuiža
- Annenhof, Gemeinde Fossenberg: Annasmuiža
- Annenhof, Gemeinde Iwanden: Annas (nicht belegt)
- Annenhof, Gemeinde Kalleten: Annas (nicht belegt)
- Annenhof, Gemeinde Caltzenau / Kalzenau: Annasmuiža (nicht belegt)
- Annenhof (Landstelle), Gemeinde Kokenhof: Annasmuiža
- Annenhof, Gemeinde Königshof: Annasmuiža
- Annenhof, Gemeinde Laidsen: Annas
- Annenhof, Gemeinde Laubern: Annasmuiža
- Annenhof, Gemeinde Lennewarden: Vārnas
- Annenhof, Gemeinde Lennewarden: Annasmuiža
- Annenhof, Gemeinde Moritzberg: Annasmuiža
- Annenhof, Gemeinde Neu-Salis: Annasmuiža
- Annenhof, Gemeinde Suhrs: Annas / Annasmuiža
- Annenhof, Gemeinde Sunzel: Annasmuiža
- Annenhof, Kreis Doblen: Annenieku muiža, bis 1920 Annas muiža
- Annenhof, Gemeinde Uexküll: Turkalnes muiža
- Annenhof (Gemeinde), Kreis Walk: Annas
- Annenhof, Gemeinde Wenden: Annasmuiža
- Annenhof, Gemeinde Wissenhof: Annasmuiža
- Annenhof, Alt / Knöringen, Gemeinde Annenhof, Kreis Walk: Vecannas
- Annenhof / Klopmannshof, Gemeinde Lassen: Annas
- Annenhof, Neu / Knöringswald, Gemeinde Annenhof Kreis Walk: Jaunnanna
- Annenhof / Platershof, Gemeinde Koplau: Angosa
- Annenkrug, Gemeinde Essern: Baltais krogs
- Annenthal, Gemeinde Praulen: Lināji
- Annopol, Gemeinde Istra: Annapole
- Ansbach, Gemeinde Prely: Anspaki
- Antonopol, Gemeinde Malta: Antonopole
- Antonopol (Bahnhof), Gemeinde Malta: Malta
- Antschupansche Höhen, Gemeinde Birsgall: Ančupanu augstieni
- Anzen (Gemeinde), Kreis Windau: Ance
- Anzenischek, Gemeinde Assern: Ancēni
- Appeltheen, Gemeinde Ohlenhof: Apeltiene
- Appricken, Kreis Hasenpoth: Apriķu muiža
- Appricken (Gemeinde): Apriķi
- Appussen, Gemeinde Iwanden: Apuze
- Appussen, Alt, Gemeinde Sexaten: Vecapuze
- Appussen, Neu, Gemeinde Sexaten: Jaunapuze
- Apsau, Gemeinde Neuenburg: Lielapsaujas
- Apschen, Gemeinde Schlockenbeck: Apšuciems
- Apschukaln, Gemeinde Wolgund: Apšukalni
- Apschuppe, Gemeinde Dunniken: Apša
- Apse, Gemeinde Sunzel: Abza / Apse
- Apserden, Gemeinde Ellern: Abserdi
- Archiereis Höfchen, Stadtgebiet Riga: Archierejas muižiņa, Arhierejas muižiņa
- Ards / Ardsen, Gemeinde Zerraukst: Ārce
- Ards, Klein, Gemeinde Zerrauxt: Mazārce
- Arensberg, Gemeinde Klein-Roop: Riebiņu
- Arishof, Gemeinde Rengenhof: Ārīšī
- Arishöffscher See (See), Gemeinde Grenzhof: Svētes ezers
- Arohnen, Gemeinde Swenten: Arone
- Aronbach / Arron (Fluss), Gemeinde Laudohn: Arona
- Arras, Gemeinde Metzküll: Araksti
- Arrasch, Gemeinde Drobbusch: Araiši
- Asche, Gemeinde Eckengraf: Aži
- Aschelhof, Gemeinde Altenburg: Āžeļi
- Ascheraden (Gemeinde), Kreis Riga: Aizkraukles pagasts
- Ascheraden (Bahnhof), Gemeinde Römershof: Aizkraukle
- Assern (Gemeinde), Kreis Illuxt: Asares pagasts
- Assern, Gemeinde Assern: Asare
- Assern (Ortsteil und Bahnhof), Stadtgebiet Riga (Jūrmala): Asari
- Assieten (Gemeinde), Kreis Libau: Asītes
- Assieten / Baggeassieten / Fircks-Assieten, Gemeinde Assieten: Baģu-Asīte / Asīte
- Assieten / Preekuln-Assieten, Gemeinde Assieten: Priekules-Asīte
- Asupen (Gemeinde), Kreis Tuckum: Aizupes pagasts
- Asupen, Gemeinde Asupen: Aizupe
- Ataschan (Gemeinde), Kreis Rositten: Atašienes pagasts
- Ataschan, Gemeinde Ataschan: Atašiene
- Atgahsen (Ortsteil), Stadtgebiet Riga: Atgāzene
- Atgahsen (Bahnhof), Stadtgebiet Riga: Atgāzenes stacija
- Athen, Gemeinde Swenten: Atēne
- Atmek, Gemeinde Neuhausen: Atmatas
- Atlitzen, Gemeinde Suhrs: Lēči
- Attradsen, Gemeindekokenhusen: Atradze
- Atz / Atze / Aze (Fluss), Gemeinde Naukschen: Ačupite
- Audrau, Gemeinde Groß-Würzeu: Audruve
- Auermünde (Gemeinde), Kreis Mitau: Auru
- Augustenhof / Augustinhof, Gemeinde Selburg: Augustiņi
- Augustenhof, Gemeinde Wainoden: Augusti
- Augustenhof, Gemeinde Wilkenhof: Augustiņi
- Augustenhöhe, Gemeinde Gotthardsberg: Vāgāni
- Augustenhöhe, Gemeinde Saussen: Augusti
- Augustental, Gemeinde Neu-Sali: Augsutāle
- Augustenthal, Gemeinde Serbigal: Zaķi
- Aula (Gemeinde), Kreis Dünaburg: Auleja
- Aula, Gemeinde Serben: Auļi
- Auschgallen / Ausgallen, Gemeinde Islitz: Ausgaļi
- Ausing (See), Gemeinde Ladenhof: Auziņu ezers
- Ausingen, Gemeinde Niederbartau: Auzumiuža
- Autz / Alt-Autz (Stadt und Bahnhof), Kreis Mitau: Auce / Vecauce
- Autz, Groß (Gemeinde), Kreis Mitau: Lielauces pagasts
- Autz, End, Gemeinde Groß-Autz: Galauce
- Autz, Neu (Gemeinde), Kreis Mitau: Jaunauce
- Autz-See / Groß-Autzsee (See), Gemeinde Groß-Autz: Lielauces ezers
- Autze / Swehte, Gemeinde Lieven-Bersen: Auce
- Autzem, Gemeinde Raiskum: Auciems
- Autzen, Gemeinde Sallgalln: Auči
- Autzenbach, Gemeinde Annenhof Kreis Tuckum: Ausati
- Autzenburg, Gemeinde Lieven-Bersen: Līvbērze (?)
- Autzhof, Gemeinde Hofzumberge: Auce
- Awex / Ewst(Fluss) Aiviekste
- Axeln, Gemeinde Moritzberg: Akseles
- Ayasch, Gemeinde Loddiger: Aijaži
- Ayasch (See), Gemeinde Widdrisch: Aijažu ezers
- Ayasch-Neuhof, Gemeinde Widdrisch: Jaunaijaži
- Azte / Atz / Atze (Fluss), Gemeinde Naukschen: Ačupite

### B
- Babbit (Gemeinde), Stadtgebiet Riga: Babītes pagasts
- Babbit (Ortschaft und Bahnhof): Babīte
- Babbit (See): Babītes ezers
- Babel-See / Eichen-See (See), Stadtgebiet Riga: Bābelītis
- Bache-Krug, Gemeinde Islitz: Baķukrogs
- Bachhausen, Gemeinde Rodenpois: Bakauži
- Bachhof, Gemeinde Sermus: Upesmuiža (nicht belegt)
- Backofen (Leuchtturm), Gemeinde Hasau: Užavas bāka
- Badeholm (Insel), Stadtgebiet Riga: Peldu sala
- Badenhof, Gemeinde Sepküll: Drieliņi / Dreiliņi
- Badschen, Gemeinde Schlock: Bāžciems
- Bächenkrug / Flossenkrug, Gemeinde Neu-Bergfried: Stalģenes krogs
- Bächhof, Gemeinde Birsgallen: Uplejas
- Bächhof, Gemeinde Demmen: Upesmuiža
- Bächhof, Gemeinde Ihlen: Upes muiža
- Bächhof, Gemeinde Kabillen: Upesmuiža
- Bächhof, Gemeinde Kalleten: Upesmuiža
- Bächhof, Gemeinde Liewen-Bersen: Baloži
- Bächhof, Gemeinde Sackenhausen: Upesmuiža
- Bächhof, Gemeinde Rengenhof: Upesmuiža
- Bärenhof / Morgenstern, Stadtgebiet Riga: Lāču muiža
- Bärenhof, Gemeinde Serben: Lāči
- Bärenhof, Gemeinde Stomersee: Lāči
- Bagge-Assieten, Gemeinde Assieten: Baģu Asīte
- Baggenhof, Gemeinde Assieten: Baga
- Bagomojo, Gemeinde Neu-Salis: Bogomaja
- Bahlenhof, Gemeinde Idwen: Vēršumuiža, Bāliņi
- Bahnus, Gemeinde Bilskenhof: Bānuzis
- Bahten, (Ort und Pastorat), Gemeinde Wainoden: Bāta
- Bahten, Alt, Gemeinde Wainoden: Vecbāta
- Bahten, Groß, Gemeinde Wainoden: Lielbāta
- Baidseln, Gemeinde Grobin: Baidzata
- Baken-Berg, Gemeinde Festen: Bākužu kalns
- Bakowo (Gemeinde), Kreis Neu-Lettgallen: Purvmala
- Balbinowo (Bahnhof), Gemeinde Pridruisk: Indra
- Balbinowo-Höhen, Gemeinde Pridruisk: Balbinovas augstieni
- Baldohn (Gemeinde), Kreis Riga: Baldone
- Baldohn (Ort und Pastorat), Gemeinde Baldohn: Baldone
- Baldwinshof, Gemeinde Sunzel: Baldiņi
- Balenhof, Gemeinde Kursiten: Bāliņi
- Balgallen (Ort und Pastorat), Gemeinde Senten: Balgale
- Ballanden, Gemeinde Allschwangen: Balande
- Ballod, Gemeinde Ranzen: Baloži
- Baltensee, Gemeinde Prohden: Baltmuiža
- Baltin, Gemeinde Isabellin: Baltiņi
- Baltinowo (Gemeinde), Kreis Neu-Lettgallen: Baltinavas pagasts
- Baltisches Meer / Ostsee: Baltijas jūra
- Bankaushof, Gemeinde Waddax: Benkava
- Barazzen / Barutzen, Gemeinde Schnepeln: Baraucas
- Barbern (Gemeinde), Kreis Bauske: Bārbele
- Barbern (Pastorat), Gemeinde Barbern: Bārbeles pastorāts
- Barbern, Groß, Gemeinde Barbern: Lielbārbele
- Barbern, Klein, Gemeinde Barbern: Mazbārbele
- Barowsky, Gemeinde Widdrisch: Barauskas
- Bartau, Gemeinde Oberbartau: Bārta
- Bartau-See / Libauscher-See (See), Gemeinde Niederbartau u. Grobin: Liepājas ezers
- Bartau (Fluss): Bārta
- Basedow, Gemeinde Postenden: Bārzdupe
- Bassen (Gemeinde), Kreis Hasenpoth: Basu
- Bassen, Gemeinde Bassen: Basi
- Batarau, Gemeinde Malup: Batarava
- Batenhof, Gemeinde Grobin: Bāte
- Bateshof, Gemeinde Kaugershof: Būdi
- Battern, Gemeinde Ißlitz: Dveiģi
- Bauenhof (Gemeinde), Kreis Wolmar: Bauņu
- Bauenhof, Gemeinde Bauenhof: Bauņi
- Bauer, Gemeinde Daugeln: Bauris
- Baumeister, Gemeinde Mattkuln: Būmeisteri
- Baumhof, Gemeinde Würzau: Bomji
- Bauske (Amt), Gemeinde Bauske: Pilsmuiža
- Bauske (Burg), Gemeinde Bauske: Bauskas pils
- Bauske (Forsthaus), Gemeinde Zerrauxt: Meža muiža
- Bauske (Kreisstadt), Semgallen: Bauska
- Beatenthal, Gemeinde Kokenhof: Savariņi
- Bebben, Gemeinde Virginahlen: Vecbebe
- Bebben, Neu, Gemeinde Virginahlen: Jaunbebe
- Bebber / Bebberbach / Lobe-See (See), Gemeinde Ramdan: Lobes ezers
- Bebberbach / Babbit-See (See), Gemeinde Babbit: Babītes ezers
- Bebberbeck, Stadtgut Gemeinde Babbit: Beberbeķi
- Beckerkrug, Gemeinde Doblen: Beķerkrogs
- Beckerkrug, Gemeinde Pfalzgrafen: Beķera krogus
- Beckershof (Höfchen), Stadtgebiet Riga: Beķera muiža
- Beckershof, Gemeinde Puren: Beķeri
- Bedubbenkrug, Gemeinde Rudbahren: Bezdibeņkrogs
- Behgot, Gemeinde Königshof: Beigotes
- Behnen, Kreis Mitau: Bēne
- Behrs-Würzau, Gemeinde Elley: Bērvircava / Bērz-Vircava
- Behrs-Ziepelhof (Bahnhof), Gemeinde Bershof: Bērz-Sīpele
- Behrs-Ziepelhof / Steinfeld (Forsthaus), Gemeinde Lieven-Bersen: Bērz-Sīpele mežniecība
- Behrse, Gemeinde Lieven-Bersen: Līvbērze
- Behrshof, Gemeinde Doblen: Bērze
- Bellau (ehemalige Hoflage), Gemeinde Odsen: Beļava / Belava
- Bellenhof, Gemeinde Aahof, Kreis Riga: Bukulti
- Bellenhof, Gemeinde Adiamünde: Beļavas
- Bellenhof, Gemeinde Katlakalna: Bele
- Belmont, Gemeinde Borowka: Beļmonte
- Bendorf, Gemeinde Sackenhausen: Bendorfe
- Benkensgraben, Stadtgebiet Riga: Bieķengrāvis
- Bennert, Gemeinde Butzkowsky: Beņurti
- Bergbahten, Gemeinde Waiwoden: Kalna muiža
- Bergenheim, Gemeinde Lettin: Sprukūļi
- Bergenhof, Gemeinde Kalzenau: Kalnamuiža
- Bergfeld, Gemeinde Kurmahlen: Bergfelte
- Bergfried, Alt (Gemeinde), Kreis Mitau: Vecsvirlaukas pagasts
- Bergfried, Alt, Gemeinde Alt-Bergfried: Vecsvirlauka
- Bergfried, Neu (Gemeinde), Kreis Mitau: Jaunsvirlaukas pagasts
- Bergfried, Neu, Kreis Mitau: Jaunsvirlauka
- Berghof / Brotzen (Ort und Bahnhof), Gemeinde Zezern: Brocēni
- Berghof, Gemeinde Appricken: Kalnmuiža
- Berghof, Gemeinde Birsgallen: Ērgļi
- Berghof, Gemeinde Dubenalken: Kalni
- Berghof, Gemeinde Erlaa: Berģi
- Berghof, Gemeinde Erwahlen: Kalnamuiža
- Berghof, Gemeinde Fehteln: Kalnamuiža
- Berghof, Gemeinde Luttringen bei Neuhof: Kalni
- Berghof, Gemeinde Luttringen bei Scheden: Lukāči
- Berghof, Gemeinde Neugut: Kalna muiža
- Berghof, Gemeinde Paddern: Kalni / Kanipvērpji
- Berghof, Gemeinde Sackenhasuen: Lielkalni
- Berghof, Gemeinde Salwen: Kalni
- Berghof, Gemeinde Sexaten: Kalni
- Berghof, Gemeinde Strutteln: Melkalni
- Berghof, Gemeinde Tauerkaln: Kalna muiža
- Berghof, Gemeinde Zezern: Kalnmuiža
- Bergkrothen, Gemeinde Krothen: Vidusmuiža
- Bergkrug, Gemeinde Medsen: Kalnakrogs
- Bergkrug, Gemeinde Virginahlen: Kalna krogs
- Bergshof, Gemeinde Aahof, Kreis Riga: Bērģe
- Berken, Groß, Gemeinde Grenzhof: Berkene / Lielberķene
- Berken, Klein, Gemeinde Grenzhof: Mazberķene
- Berkenhagen / Berkenhegen, Gemeinde Kalkuhnen: Birkeneļi
- Berlau-Krug, Gemeinde Salwen: Berlavas krogs
- Berlin, Gemeinde Adsel: Berliņas
- Berlin, Gemeinde Nigranden: Berliņi
- Bernaten, Gemeinde Perkuhnenhof: Bernāti
- Bernhausen, Gemeinde Breslau: Berni
- Bers-Zippelhof / Bers-Ziepelhof / Steinfeld (Forsthaus), Gemeinde Lieven-Bersen: Bērs-Sīpeles mežniecība
- Berse, Kleine (Fluss), Gemeinde Kalnzeem: Vecā Bērze
- Bersebeck, Gemeinde Doblen: Bērzbeķe
- Bersegallen, Gemeinde Buschhof: Bērzgale
- Bersehof / Bershof, Gemeinde Jürgensburg: Bērzmuiža
- Bersehof, Neu / Eschenheim, Gemeinde Jürgensburg: Jaunbērze
- Bersemünde (ehemaliges Rittergut), Gemeinde Dahlen: Berzmente / Bērzmente
- Bersemünde, Gemeinde Doblen: Bilasti
- Bersen / Bershof, Gemeinde Paulsgnade: Bērzmuiža
- Bersen, Groß, Gemeinde Doblen: Lielbērze
- Bersen, Klein, Gemeinde Doblen: Mazbērze
- Bersen, Lieven-, Gemeinde Lieven-Bersen: Līvbērze
- Bersezeem, Gemeinde Angern: Bērzciems
- Bersgall, Gemeinde Bergall: Bērzgale / Birzgalis
- Bershof (Gemeinde), Kreis Zohden: Bērzi
- Bershof, Gemeinde Bershof: Bērzu muiža
- Bershof, Gemeinde Bixten: Bērziņi
- Bersohn (Gemeinde), Kreis Modohn: Bērzaunes
- Bersohn (Schloss, ehemaliges Rittergut und Pastorat), Gemeinde Bersohn: Bērzaune
- Bersohnscher Bach / Bersonbach / Aronbach (Fluss), Gemeinde Neu-Kalzenau: Bērzaune / Arona
- Berstel / Islitz, Gemeinde Ruhenthal: Bērstele / Islīca
- Bersteln (Bahnhof), Gemeinde Schwitten: Bērstele
- Bersteln, Groß (ehemaliges Rittergut), Gemeinde Schwitten: Bērstele
- Bersteln, Klein(ehemaliges Beigut), Gemeinde Ruhenthal: Mazbērstele
- Bestenhof (ehemaliges Rittergut), Gemeinde Pilten: Beste
- Bewern (Gemeinde), Kreis Illuxt: Bebrenes
- Bewern (ehemaliges Rittergut), Gemeinde Bewern: Bebrene
- Bewershof (Gemeinde), Kreis Riga: Bebru
- Bewershof, Alt (ehemaliges Rittergut), Gemeinde Bewershof: Vecbebre
- Bewershof, Neu (ehemaliges Rittergut), Gemeinde Bewershof: Jaunbebre
- Bewert-Schwethof, Gemeinde Jakobshof: Svēte
- Beyenhof (Gemeinde), Kreis Walk: Bejas
- Beyenhof (ehemaliges Rittergut und Bahnhof), Gemeinde Beyenhof: Beja
- Biber-Berg, Gemeinde Raiskum: Bebru kalns
- Bickern (Pastorat), Gemeinde Dreylingsbusch: Biķernieku
- Bienenhof, Stadtgebiet Riga: Bišumuiža
- Bienenhof, Gemeinde Hinzenberg: Jaunkalniņi
- Bigaunzeem, Gemeinde Schlock: Bigauņciems
- Bilderlingshof, Stadtgebiet Riga (Jūrmala): Bulduri
- Billenhof, Gemeinde Neu-Bergfried: Biļļi
- Bilskenshof (Gemeinde), Kreis Walk: Bilska
- Bilskenshof, Alt, Gemeinde Bilkenshof: Vecbilska
- Bilskenshof, Neu, Gemeinde Bilskenshof: Jaunbilska
- Bilsteinshof, Gemeinde Kokenhusen: Bilstiņi
- Binder, Gemeinde Prely: Binderi
- Birdscha / Birsen, Gemeinde Birsen: Birži
- Birkau (Herrnhuterei), Gemeinde Blumenhof: Brikūsis
- Birkenfeld, Gemeinde Behnen: Birkenfelde
- Birkenhof, Gemeinde Abelhof: Bērzumuiža
- Birkenhof (Kronsgut), Gemeinde Altenhof: Miķi
- Birkenhof, Gemeinde Posendorf: Bērzmuiža
- Birkenhof, Stadtgebiet Riga: Bērzemuiža
- Birkenhöhe, Gemeinde Jummerdehn: Bērzkalns / Bērzubirze
- Birkenruh, Stadtgebiet Wenden: Bērzaine
- Birkenruhe, Gemeinde Kalnemoise: Birkenruhe
- Birnenhof, Gemeinde Altenburg: Jedraunicki
- Birschinsky, Gemeinde Laubern: Biržinskas
- Birsen (Gemeinde), Kreis Neu-Lettgallen: Bērzpils
- Birsen, Gemeinde Bassen: Birži
- Birsen, Gemeinde Funkenhof: Birži
- Birsgal (Bahnhof), Gemeinde Neugut: Birze
- Birsgallen (Gemeinde), Kreis Riga: Birzgales pagasts
- Birsgallen oder Alt-Birsgaln, Kreis Riga: Birzgale
- Blieden: Blīdene
- Bolderaa / Aahaken-Bergshof, Stadtgebiet Riga: Bolderāja
- Bolderaa / Bolder Aa / Buldera / Buller Aa (Fluss), Stadtgebiet Riga: Lielupe, Buļļupe
- Bolwen: Balvi
- Born: Kaplava
- Brandenburg:(Gemeinde), Kreis Doblen, Bramberģe
- Buchholz, Stadtgebiet Riga: Bucholca muiža
- Bullen (Ortsteil), Stadtgebiet Riga: Buļļuciems / Vakarbuļļi
- Bullenhof, Stadtgebiet Riga: Buļļu muiža
- Burtneck: Burtnieki
- Buschhof: Birži

### C
- Capen / Kapen, Gemeinde Edwahlen: Kāpas
- Carlsberg, Gemeinde Drobbusch: Kārļi / Kārļakalns
- Carlsberg, Gemeinde Praulen: Kalna-Ziedupji
- Casimirshof / Kasimirshof, GemeindePfalzgrafen: Kažmēri
- Cecil, Gemeinde Karlsruhe: Sesīļi
- Champetre, Stadtgebiet Riga; Šampēteris
- Charlotten, Gemeinde Bauske: Šarlote
- Charlottenberg, Gemeinde Mehrhof: Lata
- Charlottenberg, Gemeinde Ullmahlen: Šarlote / Šarlate
- Charlottenburg (Gemeinde), Kreis Walk: Pededzes
- Charlottenburg / Wirguliza, Gemeinde Charlottenburg: Kalnapededze
- Charlottenhain / Espenhöhe, Gemeinde Tirsen: Troškas / Troškiņas
- Charlottenhof, Gemeinde Burtneck: Fišmeistars
- Charlottenhof, Gemeinde Edwahlen: Šarlote
- Charlottenhof, Gemeinde Essern: Šarlotes
- Charlottenhof, Gemeinde Fockenhof: Šarloti
- Charlottenhof, Gemeinde Gilsen: Polvarka
- Charlottenhof, Gemeinde Hochrosen: Šarlate
- Charlottenhof, Gemeinde Neugut: Šarlote
- Charlottenhof, Gemeinde Neuhausen: Jaunāmuiža
- Charlottenhof, Gemeinde Puhren: Šerlati
- Charlottenhof, Gemeinde Rautensee: Šarlote
- Charlottenhof, Gemeinde Ugahlen: Šarlote
- Charlottenhof, Gemeinde Widdrisch: Tikmeri
- Charlottenhof, Gemeinde Wormen: Šarlote
- Charlottenhof, Gemeinde Wrangelshof: Šarlaka
- Charlottenthal, Gemeinde Fehteln: Latas
- Charlottenthal, Gemeinde Luhde: Bērzi
- Chrapenhof, Gemeinde Sallensee: Chrapanovka
- Christianshof, Gemeinde Doblen: Krišjāņi
- Christinen, Gemeinde Alt-Wohlfahrt: Ruksis
- Constanzenhof, Gemeinde Kaugershof: Stanti
- Curonia (von Kuren bewohnter Teil Kurlands): Kursa

### D
- Dagden: Dagda
- Dahlen / Dahlem (Gut): Dole
- Dahlen / Dahlem (Insel): Doles sala
- Dalbingen: Dalbe
- Großdammenhof (Höfchen), Stadtgebiet Riga: Lieldammes muižiņa
- Kleindammenhof (Höfchen), Stadtgebiet Riga: Mazā Dammes muižiņa
- Damm-See (See), Stadtgebiet Riga: Dambja purva
- Daudersholm (Insel), Stadtgebiet Riga: Daudera sala
- Demmen: Dēmene
- Depot (Bahnhof), Stadtgebiet Riga: Depo
- Dikkeln: Dikļi
- Doblen: Dobele
- Dondangen: Dundaga
- Dragunshof (Höfchen), Stadtgebiet Riga: Dragunmuiža
- Dreylingsbusch (Ortsteil und Bahnhof), Stadtgebiet Riga: Dreiliņi
- Drostenhof: Drusti
- Dubbeln (Ortsteil und Bahnhof), Stadtgebiet Riga (Jūrmala): Dubulti
- Dubbeln, Alt, Stadtgebiet Riga (Jūrmala): Vecdubulti
- Dubbeln, Neu (Ortsteil und Bahnhof), Stadtgebiet Riga (Jūrmala): Jaundubulti
- Düna (Fluss): Daugava
- Dünaburg: Daugavpils
- Dünamünde, Stadtgebiet Riga: Daugavgrīva
- Dubena: Dignāja
- Dunteshof: Dunte
- Durben: Durbe

### E
- Ebelshof (Höfchen), Stadtgebiet Riga: Ebeļa muiža
- Eck
- Eckau: Iecava
- Eckengrafen: Ekengrave (bei Viesīte)
- Edingburg I (Ortsteil und Bahnhof), Stadtgebiet Riga: Avoti
- Edingburg II (Ortsteil und Bahnhof), Stadtgebiet Riga (Jūrmala): Dzintari
- Edsen / Groß-Irwanden: Lielivande
- Edwahlen: Ēdole
- Edwahlen (Schloss): Ēdoles pils
- Egipten: Vilkumiests
- Eichenberg (Höfchen), Stadtgebiet Riga: Ozolkalns
- Eichenheim, Stadtgebiet Riga: Ozolaine
- Eichen-See / Babel-See (See), Stadtgebiet Riga: Bābelītes ezers
- Ellern: Elkšņi
- Erlaa: Ērgļi
- Ermes, Kreis Walk: Ērģeme
- Ermes (Gut): Ērģemes pilsdrupas
- Erwahlen: Ārlava
- Essenhof (Höfchen), Stadtgebiet Riga: Lielāmuiža
- Ewst (Fluss): Aiviekste

### F
- Fehteln: Vietalva
- Festen: Vestiena
- Firks-Assiten: Baģu Asīte (nicht belegt)
- Frauenburg: Saldus
- Freudenberg: Priekuļi
- Friedrichstadt: Jaunjelgava
- Friedrichshöfchen, Stadtgebiet Riga: Fridriķa muiža / Vridriša muiža
- Funkenhof: Bunka

### G
- Garßen: Gārsene
- Gelber Krug, Stadtgebiet Riga: Dzeltenais krogs
- Gemauerthof: Mūrmuiža
- Gipken: Gipka
- Glasmanka, Trendelberg: Gostiņi
- Goldingen: Kuldīga
- Gotthardsberg (Gut), Gemeinde Pebalg-Neuhof: Gatartas muiža
- Gouvernementshof, Stadtgebiet Riga: Gubernemente
- Gramsden: Gramzda
- Grendsen: Grenči
- Grenzhof: Mežmuiža
- Griesenberg, Stadtgebiet Riga: Grīziņkalns
- Griesenhof, Stadtgebiet Riga: Grīziņu muiža
- Griwa: Grīva
- Grizgaln: Gridzgale
- Grobin: Grobiņa
- Grösen: Grieze
- Groß-Autz: Lielauce
- Groß-Bersteln: Lielbērstelē
- Groß-Eckau: Iecava
- Groß-Ilmajen: Dižilmājā
- Groß-Iwanden siehe auch Edsen: Lielivande
- Groß-Jungfernhof: Lieljumprava
- Groß-Salwen: Lielzalve
- Grünhof: Zaļā muiža
- Grünholm / Schlumpenholm, Stadtgebiet Riga: Zaļais sēklis

### H
- Hagensberg (Stadtteil), Stadtgebiet Riga: Āgenskalns
- Hahnen-See (See), Stadtgebiet Riga: Līkezers, heute Gaiļezers
- Hahnhof (ehem. Höfchen), Stadtgebiet Riga: Hāna muiža, Gaiļa muiža
- Happacksgraben (Altarm der Düna), Stadtgebiet Riga: Hapaka grāvis
- Happackshof (Höfchen), Stadtgebiet Riga: Hapaka muiža
- Hasau: Užava
- Hasau (Fluss): Užava
- Hasenholm, Stadtgebiet Riga: Zaķusala
- Hasenpoth: Aizpute
- Haynasch: Ainaži
- Heilige Aa (Fluss): Sventāja
- Heilshof (ehem. Höfchen), Stadtgebiet Riga: Heiļa muiža, Elziņmuiža, Elziņmuižiņa
- Hermelingshof (ehem. Höfchen), Stadtgebiet Riga: Hermeliņa muiža, Ermeliņa muiža
- Herenberge, Herbergen: Ērberģe
- Hirschenhof: Irši
- Hochrosen: Augstroze
- Hochrosen (Schlossruine): Augstrozes pilsdrupas
- Hochrosen (Gut): Augstrozes muiža
- Hochrosen (See): Augstrozes Lielezers
- Hofzumberg: Tērvete
- Hofzumberg (Schlossruine): Tērvetes pilsdrupas
- Holmhof: Sala
- Hoppenhof: Ape
- Hummelshof: Omuļi (nicht belegt)

### I
- Iggen, Kreis Talsen: Iģene
- Ilgezeem, Stadtgebiet Riga: Iļģuciems
- Illuxt: Ilūkste
- Ilsenberg (Kirche): Ilzes baznīca
- Ippik: Ipiķi (Bezirk Rūjiena)
- Irbe (Fluss): Irbe
- Irben, Kreis Kolken: Mazirbe
- Irmlau: Irlava

### J
- Jägel (Bahnhof), auch Jegel, Stadtgebiet Riga: Jugla
- Jägel-See (See), Stadtgebiet Riga: Juglas ezers
- Jakobstadt: Jēkabpils
- Jelowka (Siedlung und Bahnhof), Bezirk Augšdaugava: Eglaine
- Johannenhof, Stadtgebiet Riga: Jāņa muiža
- Johannespforte (Ortsteil und Bahnhof), Stadtgebiet Riga: Jāņa vārti
- Jürgensburg: Jaunpils (Zaubes pagasts)
- Jurmalen: Jūrmalciems
- Jungfernholm, Stadtgebiet Riga: Jumpravsala

### K
- Kabillen: Kabile
- Kalnzeem: Kalnciems
- Kaltenbrunn: Kaldabruņa
- Kalzenau / Caltzenau: Kalsnava
- Kandau / Candau: Kandava
- Kapseden / Capseden: Kapsēdes
- Karlsbad, Stadtgebiet Riga (Jūrmala): Melluži
- Karlsholm, Stadtgebiet Riga: Kārļa sala
- Karsau / Korsowka: Kārsava
- Katharinenhof, Stadtgebiet Riga: Katriņas muiža
- Katzdangen: Kazdanga
- Katzdangen (Schloss): Kazdangas pils
- Keckau: Ķekava
- Keggum: Ķegums
- Kemmern: Ķemeri
- Kengeragge, Stadtgebiet Riga: Ķengarags
- Kerklingen: Ķerkliņi
- Kiepenholm, Stadtgebiet Riga: Ķīpsala / Ķīpusala
- Kirchholm: Salaspils
- Kischsee: Ķīšezers
- Klein-Salwen: Mazzalve
- Kleisenhof / Kleissenhof / Kleistenhof, Stadtgebiet Riga: Kleistiņi
- Klüversholm (Insel), Stadtgebiet Riga: Klīversala
- Klüversholm, Groß, Stadtgebiet Riga: Lielklīversala
- Klüversholm, Klein, Stadtgebiet Riga: Mazklīversala
- Koivemund: Carnikava
- Kojenholm, Stadtgebiet Riga: Kojusala
- Kokenhusen: Koknese
- Kokeshof (Höfchen), Stadtgebiet Riga: Kokes muiža
- Kolken: Kolka
- Kommandantenholm (Insel), Stadtgebiet Riga: Krievu sala
- Koplau, Kreis Dünaburg: Kaplava
- Korsowka / Karsau: Kārsava
- Krämershof (Höfchen), Stadtgebiet Riga: Krēmera muiža
- Kremon: Krimulda
- Kreslau / Kreslaw: Krāslava
- Kreuzburg: Krustpils
- Kriegshospital (Bahnhof), Stadtgebiet Riga: Brasla
- Krögershof (Höfchen), Stadtgebiet Riga: Krēgera muiža
- Kronmannshof (Höfchen), Stadtgebiet Riga: Kronmaņa muiža
- Kroppenhof: Krape
- Krusenhof (Höfchen), Stadtgebiet Riga: Krūzmuiža
- Kruthen: Krūte
- Kuckucksberg / Lämmerberg, Stadtgebiet Riga: Dregužkalns
- Kukschen: Kukšas
- Kundsingsholm (Insel), Stadtgebiet Riga: Kundziņsala
- Kurland (Landschaft): Kurzeme
- Kurländische Aa (Fluss): Lielupe
- Kurschkönig / Kurische Könige: Ķoniņciems
- Kursiten: Kursīši

### L
- Lämmerberg / Kuckucksberg, Stadtgebiet Riga: Dzegužkalns
- Lambertshof: Lambarte
- Landsen: Landze
- Langdorf: Garupe
- Langfluss: Garupe
- Lasdohn: Lazdona
- Lassen: Laši
- Laudohn: Ļaudona
- Lehmenen: Ungurmuiža
- Lemburg: Mālpils
- Lemsal: Limbaži
- Lennewarden: Lielvārde
- Lesten: Lestene
- Lettgallen (Landschaft): Latgale
- Libau: Liepāja
- Libauscher-See (See), Gemeinde Niederbartau u. Grobin: Liepājas ezers
- Libetsholm / Lübecksholm (Insel), Stadtgebiet Riga: Lībeksala
- Ligat: Līgatne
- Linden (Birsgaln): Linde (Birzgale)
- Linden: Liepkalne
- Lindenruh, Stadtgebiet Riga: Bieriņi
- Lippaiken: Lipaiķi
- Lievenbersen: Līvbērze
- Livenhof / Lievenhof: Līvāni
- Livland (Landschaft): Vidzeme
- Livländische Aa (Fluss): Gauja
- Lohdenhof: Lode
- Lohfeldshof (ehem. Höfchen), Stadtgebiet Riga: Lofelda muižiņa, Lofelta muiža
- Lösern: Liezēre[1]
- Lösern (See): Liezēris
- Loddiger: Lēdurga
- Lubahn / Luban: Lubāna
- Lubahnscher See (See): Lubāns
- Ludsen: Ludza
- Luhde: Lugaži
- Luttringen: Lutriņi
- Lutzaushof (ehem. Höfchen), Stadtgebiet Riga: Lucavas muiža
- Lutzausholm, Stadtgebiet Riga: Lucavsala
- Lutzausholm, Klein-, Stadtgebiet Riga: Mazā Lucavas sala (nicht belegt)

### M
- Majorenhof: Majori
- Malnawa: Malnava
- Marienburg: Alūksne
- Marienhausen: Viļaka
- Marienmühlenteich, Stadtgebiet Riga: Mārupes dīķis
- Meiershof, Stadtgebiet Riga: Meijera muiža
- Mesothen: Mežotne
- Mitau: Jelgava
- Modohn: Madona
- Monrepos, Stadtgebiet Riga: Monrepo muižiņa
- Moordorf, Stadtgebiet Riga: Purvciems
- Moosholm (Insel, jetzt Halbinsel), Stadtgebiet Riga: Sūnu sala
- Morgenstern / Bärenhof, Stadtgebiet Riga: Lāču muiža
- Munckenholm / Muckenholm / Mückenholm / Teufelsholm / Düvelsholm (ehem. Insel), Stadtgebiet Riga: Mūkusala, Mūku sala
- Mühlenhof / Seemundshof (ehem. Höfchen), Stadtgebiet Riga: Zēmunda muiža
- Mühlengraben: Mīlgrāvi, ließen im 13. Jahrhundert Mönche des Zisterzienserklosters Dünamünde ausgraben
- Mühlgraben (Bahnhof), Stadtgebiet Riga: Dzirnupe, Mīlgrāvja stacija, heute Mangaļi
- Mühlgraben, Alt-, Stadtgebiet Riga: Vecmīlgrāvis
- Mühlgraben, Neu-, Stadtgebiet Riga: Jaunmīlgrāvis
- Mühlmann, Stadtgebiet Riga: Jaunciems (nicht belegt)
- Muisezem / Muischazeem: Muižciems

### N
- Nerft: Nereta
- Nester: Nesteri
- Neu-Autz: Jaunauce
- Neubad: Saulkrasti
- Neuenburg: Jaunpils
- Neuermühlen: Ādaži
- Neugut: Vecmuiža
- Neuhausen: Valtaiķi
- Neu-Friedrichshof: Audzu muižu
- Neu-Lettgallen: Pytalowo
- Neu-Pebalg: Jaunpiebalga
- Neu-Rahden: Jaunsaule
- Neu-Subbath: Jaunsubāte
- Niederbartau: Nīca
- Niegranden: Nīgrande
- Nitau: Nītaure
- Nord-Durben: Ziemeļ-Durbe
- Nordeckshof, Stadtgebiet Riga: Nordeķi
- Nummershof, Stadtgebiet Riga: Numurmuiža
- Nurmhusen: Nurmuiža

### O
- Oger (Fluss): Ogre
- Oger Ogre
- Ogershof: Ogresmuiža, auch Ogre bzw. Vecogre
- Oknist: Aknīste
- Olai: Olaine
- Oppekaln: Apekalns
- Otterngraben, Stadtgebiet Riga: Ūdru grāvis
- Orellen (Gut): Ungurmuiža

### P
- Paddern: Padure
- Paddern (Gut): Padures muiža
- Palze (Fluss): Palsa / Vecpalsa
- Palzmar: Palsmane
- Pankelhof: Penkule
- Pampeln: Pampaļi
- Papendorf: Rubene
- Paulshafen: Pāvilosta
- Pebalg / Peebalg: Vecpiebalga
- Pebalg-Neuhof: Jaunpiebalga
- Pebalg-Orisar (ehem. Gut): Vecpiebalgas pilsdrupas
- Peele / Spilwe, Stadtgebiet Riga: Spilve
- Pernigel: Liepupe
- Peterbach: Pēterupe
- Pferdeholm (ehem. Insel, heute Teil der Kundziņsala), Stadtgebiet Riga: Zirgu sala
- Piehlenhof / Pihlenhof / Behrens Höfchen (ehem. Höfchen), Stadtgebiet Riga: Pīļumuiža, Pīla muiža, Bērenta muižiņa
- Pilten: Piltene
- Pissen: Miķeļtornis
- Pleskodahl (Stadtteil), Stadtgebiet Riga: Pleskodāle
- Pleskodahl (ehem. Höfchen), Stadtgebiet Riga: Pleskodāles muiža
- Poderaa, Stadtgebiet Riga: Poderaja (Podrags?)
- Preekuln: Priekule
- Prely: Preiļi
- Purre-Krug, Stadtgebiet Riga: Pura krogs
- Pussen: Puze
- Pussenscher See (See): Puzes ezers

### R
- Rehstand, Stadtgebiet Riga: Stirnu rags (nicht belegt)
- Reinberg, Stadtgebiet Riga: Reinberģi
- Remten: Remte
- Riga: Rīga
- Riga-Strand: Rigas Jūrmala
- Ringen: Reņģe
- Rinnusch, Stadtgebiet Riga: Rīnūži
- Rodenpois: Ropaži
- Rojen, Rohjen: Roja
- Rollbusch: Baloži
- Ronneburg: Rauna
- Rönnen: Renda
- Roop: Straupe
- Rosenau: Zilupe
- Rositten: Rēzekne
- Rote Düna (Fluss und Stadtteil), Stadtgebiet Riga: Sarkandaugava
- Rothenberg (Heilanstalt und Asyl), Stadtgebiet Riga: Sarkankalns
- Ruhental: Rundāle[1]
- Ruhental (Schloss): Rundāles pils
- Rujen: Rūjiena
- Rummel: Rumbula
- Rumpenhöfsche Straße, Stadtgebiet Riga: Augusta Deglava iela (während der NS-Okkupation Rumpmuižas iela[2])
- Rupertshof, Stadtgebiet Riga: Ruperta muiža
- Rute: Ķesteri
- Rutzau: Rucava

### S
- Sackenhausen: Saka
- Sahten: Sāti
- Salenen: Saliena
- Salis (Fluss): Salaca
- Salisburg: Mazsalaca
- Salismünde: Salacgrīva
- Sallgaln: Salgale
- Samiten: Zemīte
- St. Catharinen: Limbaži
- St. Matthaei: Skulte
- St. Matthiae: Matīši
- St. Peters-Kapelle: Pēterupe
- Sassenhof (Ortsteil und Bahnhof), Stadtgebiet Riga: Zasulauks
- Sassmaken: Sasmaka
- Saßmacken: Valdemārpils
- Stintsee: Ķīšezers
- Saucken: Sauka
- Sawensee: Sāviena
- Scheden: Šķēde
- Schönberg (Schenberg): Skaistkalne[1]
- Schleck: Zlēkas
- Schlock: Sloka
- Schlottmakersholm (ehem. Insel), Stadtgebiet Riga: Slotmakera sala
- Schlumpenholm / Grünholm (ehem. Insel, heute Teil der Zaķusala), Stadtgebiet Riga: Zaļais sēklis
- Schmerl, Groß (Höfchen), Stadtgebiet Riga: Lielā Šmerļa muižiņa, Lielais Šmerlis
- Schmerl, Klein (Höfchen), Stadtgebiet Riga: Mazā Šmerļa muižiņa, Mazais Šmerlis
- Schnickern: Vecsniķere
- Schoden (Johannesberg): Skuodas
- Schreyenbusch (Ortsteil und Bahnhof), Stadtgebiet Riga: Čiekurkalns
- Schrunden: Skrunda
- Schujen: Skujene
- Schusterholm (ehem. Insel, heute Teil der Kundziņsala), Stadtgebiet Riga: Kurpnieku sala
- Schwaneburg / Schwanenburg: Gulbene
- Schwartzenhof (Höfchen), Stadtgebiet Riga: Švarcmuiža
- Sedde: Seda
- Seemundshof / Mühlenhof (Höfchen), Stadtgebiet Riga: Zēmunda muiža
- Segewold: Sigulda
- Seifenberg (Stadtteil), Stadtgebiet Riga: Ziepniekkalns
- Selburg: Sēlpils
- Selgerben: Dzirciemā
- Seltinghof: Zeltiņi
- Semgallen (Landschaft): Zemgale
- Serben: Dzērbene
- Serbigal: Cirgaļi
- Sermus: Sērmūkši
- Sermus (Gut): Sērmūkšu muiža
- Sessau: Sesava
- Seßwegen, Kreis Wenden: Cesvaine[1]
- Setzen: Sece
- Sieklen: Sīķele
- Sissegal: Madliena
- Siuxt: Džūkste
- Smilten: Smiltene
- Snikkersholm (Insel im Stint-See), Stadtgebiet Riga: Sniķersala, Sniķera sala
- Sokka (See): Sokas ezers
- Solitüde (Ortsteil und Bahnhof), Stadtgebiet Riga: Zolitūde
- Sonnaxt: Sunākste
- Sorgenfrei (ehem. Höfchen), Stadtgebiet Riga: Zorgenfreija
- Spahren: Spāre
- Spilwe / Peele, Stadtgebiet Riga: Spilve
- Stackeln: Strenči
- Staizel: Staicele
- Steinort, Kreis Libau: Akmenrags
- Stenden: Stende
- Stolben: Stalbe
- Strasden: Strazde
- Strasdenhof (Höfchen), Stadtgebiet Riga: Strazdumuiža
- Stricken (Gut): Striķu muiža
- Strutteln: Strutele
- Stockmannshof: Pļaviņas
- Sturhof: Stūri
- Subbath: Subate
- Süd-Durben (Kirchengemeinde): Dienviddurbe
- Sunde, Stadtgebiet Riga: Zunda
- Sunzel: Suntaži
- Swähtuppe (Fluss): Svētupe
- Swirgsdenholm / Swirsdenholm (ehem. Insel, heute Halbinsel), Stadtgebiet Riga: Zvirgzdu sala, Zvirgzdu salas pussala

### T
- Tauerkaln: Taurkalne
- Talsen: Talsi
- Teufels-See (See), Stadtgebiet Riga: Velna ezers
- Thomsdorf: Tome
- Thorensberg (Ortsteil und Bahnhof), Stadtgebiet Riga: Torņakalns
- Tirsen: Tirza
- Tittelmünde, Kreis Mitau: Tetele
- Tootzen: Toce
- Treiden / Treyden: Turaida
- Trentelberg: Gostiņi
- Treppenhof: Trapene
- Treppenhof (Gut): Bormaņu muiža
- Trikaten: Trikāta
- Tuckum: Tukums
- Turmont: Turmantas

### U
- Ubbenorm: Umurga
- Uexküll / Üxküll: Ikšķile
- Ugahlen: Ugāle

### V
- Vahrenholt (ehem. Höfchen), Gemeinde Oberbartau: Mežmuiža (nicht belegt)
- Vaucluse (ehem. Höfchen), Gemeinde Adsel / Kreis Walk: Sikšņi
- Alt-Düna (Fluss und Stadtteil), Stadtgebiet Riga: Vecdaugava
- Vegesacksholm / Vegesacks Hof (ehem. Höfchen), Stadtgebiet Riga: Vējzaķsalas muiža
- Vegesacksholm, Klein- (ehem. Insel, heute Ortsteil), Stadtgebiet Riga: Mazā Vējzaķsala, Mazā Vējzaķa sala
- Vegesacksholm (ehem. Insel, heute Ortsteil), Stadtgebiet Riga: Vējzaķsala, Vējzaķa sala
- Vietinghoff (Forsthaus), Gemeinde Grobin: Vitiņi / Fitiņi
- Virginahlen (Gemeinde), Kreis Libau: Vērgaļes pagasts
- Virginahlen (ehem. Rittergut und Bahnhof), Gemeinde Virginahlen: Vērgaļi
- Virginahlen (Pastorat), Gemeinde Zirau: Cīravas
- Vizehden, Gemeinde Stende: Vīceži
- Vogelsholm (ehem. Insel, heute Teil der Kundziņsala), Stadtgebiet Riga: Putnu sala

### W
- Waddax: Vadakste
- Wahnen: Vāne
- Walk: Valka
- Wallhof: Valle
- Waltershof (Stadtteil), Stadtgebiet Riga (Jūrmala): Valteri
- Wangasch: Vangaži
- Warkland: Varakļāni
- Weesen: Zasa
- Weißenhof / Haltermanns Höfchen (Höfchen), Stadtgebiet Riga: Baltā muiža, Baltāmuiža, Mellera muiža, Dāla muiža
- Wellan: Velēna
- Welonen: Viļāni
- Wenden: Cēsis
- Westerotten: Vesterots
- Widdrisch: Vidriži
- Wiebersholm / Wiebertsholm (ehem. Insel, heute Teil von Ķengarags), Stadtgebiet Riga: Viberta sala
- Wiegandshof, Gemeinde Ermes: Vīganti
- Wilkenhof: Viļķene
- Windau: Ventspils
- Windau (Fluss): Venta
- Wirgen: Virga
- Wohlershof (Höfchen), Stadtgebiet Riga: Voleri
- Wohlfahrt: Ēvele
- Wolmar: Valmiera
- Wormen: Vārme
- Würzau: Vircava

### X
- Xawerienhof, Gemeinde Koplau: Ksavernava (nicht belegt)

### Z
- Zabeln: Sabile
- Zarnikau: Carnikava
- Zelmeneeken: Celmenieki
- Ziegenholm (Insel), Stadtgebiet Riga: Kazas sēklis, Kazu sala
- Zirau: Cīrava
- Zohden: Code